# Carlos Urbim
Carlos Urbim (Santana do Livramento, 4 de fevereiro de 1948 – Porto Alegre, 13 de fevereiro de 2015) foi um jornalista e escritor de livros infanto-juvenis brasileiro.

## Biografia
Nasceu na fronteira do Rio Grande do Sul com o Uruguai. Mudou-se para Porto Alegre aos 19 anos e formou-se em Jornalismo na UFRGS. Trabalhou na área do jornalismo por 33 anos, tendo passado por diversas empresas jornalísticas, todas sediadas em Porto Alegre. Faleceu aos 67 anos, não resistindo a uma cirurgia no Hospital Mãe de Deus. Urbim se recuperava de um aneurisma na aorta neste mesmo hospital, e teve complicações.
Foi durante dez anos editor de cadernos do jornal Zero Hora (Segundo Caderno, Vida, Revista ZH e Caderno de Cultura). Atualmente era editor do Departamento de Multimídia de História da RBS TV e desenvolvia pesquisa e produção de textos para documentários e programas especiais .
Sua primeira publicação destinada ao público infantil, Um Guri Daltônico, de 1984, obteve grande repercussão junto ao público. O livro foi lançado na Feira do Livro de Porto Alegre de 1984. Outros livros do autor são Patropi, a Pandorguinha, Dinossauro Birutices, Uma Graça de Traça, Caderno de Temas, Diário de um Guri, Dona Juana, Bolacha Maria, Saco de Brinquedos, Rio Grande do Sul – Um Século de História, Os Farrapos, Álbum de Figurinhas e Morro Reuter de A a Z, entre outras .[ligação inativa]
Ao escrever para crianças, buscava na infância a motivação para o material de que era feita sua produção literária, conservando as influências e o sotaque da região em que nasceu. Utilizava a poesia como forma de cativar os pequenos leitores, e seus personagens têm fortes vínculos com o cotidiano gaúcho, o que contribuiu para a identificação imediata entre o autor e seu público.[carece de fontes?]
Em 2009 foi escolhido como patrono da 55ª edição da Feira do Livro de Porto Alegre após sete indicações sucessivas desde 2003.